# Ерміт еквадорський
Ермі́т еквадорський (Phaethornis atrimentalis) — вид серпокрильцеподібних птахів родини колібрієвих (Trochilidae). Мешкає в Південній Америці.

## Опис
Довжина птаха становить 8-10 см. Верхня частина тіла бронзово-зелена, надхвістя рудувато-коричневе. Через очі ідуть широкі чорнуваті смуги, окаймлені охристими або білуватими "бровами" і "вусами". Нижня частина тіла рудувато-коричнева, горло поцятковане контрастними чорними смугами, гузка білувата. Крайні стернові пера мають білі краї. У самців горло більш яскраве, крила коротші, ніж у самиць, груди відділені від горла темною смугою. Представники підвиду P. a. riojae мають більші розміри, ніж представники номінативного підвиду і сягають 11,5 см.

## Підвиди
Виділяють два підвиди:
- P. a. atrimentalis Lawrence, 1858 — східні передгір'я Анд і західна Амазонія в Колумбії, Еквадорі і Перу;
- P. a. riojae Berlepsch, 1889 — центральне Перу (від Сан-Мартіна до Паско).

## Поширення і екологія
Еквадорські ерміти мешкають в Колумбії, Еквадорі і Перу. Вони живуть в підліску вологих рівнинних тропічних лісів, на узліссях і плантаціях, у вторинних заростях і заболочених лісах. Зустрічаються переважно в низовинах, в Перу на висоті до 1200 м над рівнем моря. Живляться нектаром квітів, зокрема з родів Costus, Aechmea, Palicourea і Drymonia, пересуваючись за певним маршрутом, а також доповнюють раціон дрібними комахами і павуками. Ведуть переважно осілий спосіб життя.